# 秘鲁内部冲突
秘鲁內部衝突是秘鲁政府和毛派游击队组织光辉道路以及图帕克·阿马鲁革命运动之间正在进行的武装冲突，毛派又称为秘鲁人民战争（英語：People's War in Peru）。冲突于1980年5月17日开始，持续超过39年。据估计已有近70,000人死亡或失踪，这是自该国被欧洲殖民以来秘鲁历史上最血腥的战争。是继哥倫比亞內戰之后拉丁美洲历史上第二长的内部冲突。
由于各方故意将平民定为目标，因此死亡人数包括许多平民。自2000年以来，死亡人数大幅下降，最近冲突已进入休眠状态。秘鲁军队与VRAEM地区的游击队残余人员爆发冲突后，在2002年和2014年，暴力活动再次抬头。

## 背景
1968年10月2日，胡安·贝拉斯科·阿尔瓦拉多将军发动军事政变，成为秘鲁第56任总统。经过一段时间的普遍的贫困和失业，1975年8月29日，贝拉斯科在一场不流血的军事政变中被推翻，被弗朗西斯科·莫拉莱斯·贝穆德斯取代。莫拉莱斯宣布，他的统治将是上届政府的“第二阶段”，这将带来政治和经济改革。但他未能兑现这些诺言。1978年，制宪议会成立了，以求取代1933年的秘鲁宪法。莫拉莱斯随后宣布，全国大选将在1980年举行。1978年6月18日举行制宪议会选举，1979年1月6日实施戒严令。议会于1979年7月批准了新宪法。1966年2月至1980年7月，大约有500人死于政治暴力。1979年6月，军队严厉镇压了为了免费教育的示威活动。官方数据称有18人丧生，但非政府来源估计有数十人死亡。此事件导致农村地区的政治抗议活动激化，并引发“秘鲁共产党 (光辉道路)”（以下简称“光辉道路”）的行动。1980年5月18日，秘鲁第55任总统费尔南多·贝朗德·特里当选为秘鲁第58任总统。
“光辉道路”是瓦曼加国立圣·克里斯托瓦尔大学哲学教授阿维马埃尔·古斯曼于1970年成立的毛派政治团体。古斯曼受到文化大革命的启发，他在中国时亲眼目睹了这场革命。关于毛主义对光辉道路的影响程度，学者之间存在分歧，但大多数学者认为光辉道路是一个暴力的毛派组织。光辉道路的经济和政治基础主要位于农村地区，他们试图在这些地区建立自己的影响力。光辉道路成员参与和其他政治团体成员的街头斗殴，并从事街头涂鸦以鼓励反对秘鲁政权的“武装斗争”。

## 历史

### 爆发（1980-1990）
秘鲁军政府在1980年首次允许选举时，光辉道路是为数不多的拒绝参加的左翼政治集团之一。他们反而选择在阿亚库乔大区发动针对国家的游击战行动。1980年5月17日（总统选举前夕），光辉道路的成员在阿亚库乔的丘斯奇烧毁了投票箱。肇事者被迅速逮捕，并进行了补充投票以取代被烧毁的选票。秘鲁媒体对此事的关注很少。
光辉道路创建“游击区”，在这里游击队可以行动，并将政府部队赶出这些区，以创建“解放区”。这些地区将被用来支持新的游击区，直到整个国家成为一个统一的“解放区”。1982年12月3日，光辉道路正式建立其武装力量“人民游击军”。 
1982年，图帕克·阿马鲁革命运动（MRTA）发起了针对秘鲁国家的游击战。该团体是由革命左翼运动的残余人员组成的，并在拉丁美洲其他地区与卡斯特罗游击队运动相呼应。MRTA使用比较传统的拉丁美洲左翼组织技术，例如穿制服，声称争取真正的民主，以及指控国家侵犯人权。相反，“光辉道路”没有穿制服，也不关心民主进程。在冲突期间，MRTA和“光辉道路”交战。真相与和解委员会宣布，MRTA在整个冲突中造成的人员伤亡中占1.5％。据信，MRTA在其鼎盛时期仅由几百名成员组成。
军方在其政治控制的地区犯下了许多侵犯人权的行为，包括臭名昭著的阿科马卡惨案，屠杀了数十名农民。一个在美国受过特殊训练的“反恐”警察营被称为“新奇斯”（Sinchis），在1980年代因侵犯人权而臭名昭著。
面对敌对人口，“光辉道路”的游击活动开始动摇。在某些地区，害怕的富农组成了反光辉道路巡逻队，称为郎达（rondas）。武装部队向朗达赠送了枪支，但他们的装备普遍较差。尽管如此，“光辉道路”游击队还是遭到了朗达的袭击。首次被报道的攻击是1983年1月在花塔（Huata）附近，一些朗达杀死13名游击队员。2月，郎达在萨萨马卡刺伤并杀死了该地区的光辉道路指挥官。1983年3月，朗达残酷地杀死了圣地亚哥德卢卡纳马卡区的光辉道路指挥官奥列加里奥·库里托梅。作为回应，光辉道路制造了卢卡纳马卡惨案，在那里杀死了69人。随后发生了其他类似事件，例如Hauyllo、坦博区和拉马尔省的屠杀。在阿亚库乔省，光辉道路杀死了47名农民。光辉道路还制造了其他惨案，例如1985年8月29日在马卡斯区发生的一起惨案。
光辉道路征召了数千名儿童兵。

### 衰落（1990-2000）
在阿尔韦托·藤森统治下，秘鲁开始广泛使用情报机构来对抗“光辉道路”。国家情报局犯下了一些暴行，特别是坎图塔惨案、巴里奥斯·图斯惨案和桑塔惨案。1992年4月5日，藤森解散秘鲁国会并废除《宪法》，从而引发了1992年的秘鲁宪法危机。采取这些行动的原因是，国会在反恐立法方面进展缓慢。藤森设立了军事法庭，以审判光辉道路和MRTA的可疑成员，藤森还宣布，秘鲁将不再受美洲人权法院管辖。
1992年9月12日，秘鲁警察在利马苏尔基约区抓获古斯曼和几位光辉道路领导人。奥斯卡·拉米雷斯接任光辉道路领袖，他本人于1999年被秘鲁当局抓获。拉米雷斯被俘后，光辉道路分裂了，游击活动急剧减少。一些光辉道路和MRTA残余人员设法进行了小规模的袭击，例如1993年1月的一波袭击和政治暗杀，这些袭击和市政暗杀都是针对美国利益的；其中包括1月22日对两间可口可乐工厂的轰炸（光辉道路进行）；1月16日， 火箭推進榴彈袭击了美国新闻署国民中心；1月21日（由MRTA进行）肯德基餐厅的爆炸事件以及1月28日（由光辉道路进行）IBM秘鲁总部的汽车爆炸事件。:2-31993年7月27日，“光辉道路”激进分子向美国驻利马大使馆发射了一颗汽车炸弹，炸毁了该建筑群（价值约25万美元）和附近建筑物。:7-9
“光辉道路”被限制在他们以前在秘鲁丛林中的总部，并继续对军队进行小规模袭击，例如1999年10月2日发生的一次袭击，当时秘鲁军队的一架直升机在萨蒂波附近被光辉道路游击队击落（杀死5人）并偷窃一枚PK通用機槍，据报于2003年7月在对Mi-17直昇機另一次袭击中使用。
尽管光辉道路大部分被击败，但直到2000年初，25％以上的秘鲁领土仍处于紧急状态。

### 2002年至今
2002年3月20日，一辆装载炸弹的汽车在利马的国大使馆附近富裕地区的购物中心“埃尔波罗”（El Polo）爆炸。2003年6月9日，光辉道路袭击了阿亚库乔的一个营地，并劫持了阿根廷Techint公司的68名员工和3名警察作为人质。根据秘鲁内政部的消息来源，劫持人质的人要求大笔赎金以释放人质。两天后，在迅速的军事反应之后，劫持人质者将人质抛弃。根据一些消息来源，该公司支付了赎金。
2015年，美国财政部宣布光辉道路为从可卡因生产、加工和运输收税的贩毒恐怖主义组织。秘鲁政府在此之前就指控光辉道路贩毒。该政令将冻结美国的所有光辉道路金融资产。美国财政部官员约翰·史密斯说，该政令将有助于“秘鲁政府积极打击该组织的努力”。

## 死亡人数
藤森于2000年辞去总统职务，但议会宣布他“道德上不合适”，让与他对立的国会议员巴倫廷·帕尼亞瓜担任总统。帕尼亚瓜取消了藤森宣布秘鲁将离开美洲人权法院的声明，并成立真相与和解委员会来调查冲突。该委员会由天主教大学校长Salomón Lerner Febres领导。委员会在其2003年的《最终报告》中称，由于武装冲突，1980年至2000年有69,280人死亡或失踪。真相与和解委员会对可用数据进行了统计分析，估计光辉道路“造成了31,331人的死亡或失踪，占死亡和失踪总数的45％。”根据人权观察的报告摘要，“光辉道路……杀死了大约一半的受害者，大约三分之一死于政府安全部队之手……该委员会将其他一些杀戮归因于较小的游击队和当地民兵。其余仍未归因。”根据其最终报告，75％消失的人以克丘亚语为母语，尽管1993年人口普查发现，只有20％的秘鲁人以克丘亚语或其他土著语言为母语。
尽管如此，委员会的最终报告仍存在争议。几乎所有政党（包括前总统藤森、加西亚和帕尼亚瓜）、军方和天主教徒都提出批评，认为委员会中的极端左派运动前成员和最终报告错误地把光辉道路和MRTA描述为“政党”，而不是恐怖组织。
一项2019年的研究对真相与和解委员会的伤亡数字提出异议，估计“总共有48,000人被杀，大大低于真相与和解委员会的估计”，并得出结论：“秘鲁政府所占份额比光辉道路大得多。”